# Tammiku (Jõhvi)
Koordinaten: 59° 20′ N, 27° 23′ O
Tammiku ist ein Dorf (estnisch alevik) und der Hauptort in der Gemeinde Jõhvi (Jõhvi vald). Es liegt im Kreis Ida-Viru (Ost-Wierland) im Nordosten Estlands. Das Dorf hat 356 Einwohner (Stand 1. Januar 2012).
Tammiku liegt südlich der Stadt Jõhvi.

## Geschichte und Wirtschaft
Der Ort wurde erstmals 1241 im Liber Census Daniæ urkundlich erwähnt.
1946 begann in Tammiku der Abbau von Ölschiefer. 1957 wurde die geplante Abbaumenge von 160.000 Tonnen jährlich erreicht. Zehn Jahre später wurde die Abbaumenge auf 1,6 Millionen Tonnen jährlich gesteigert.